# Makaron dandan

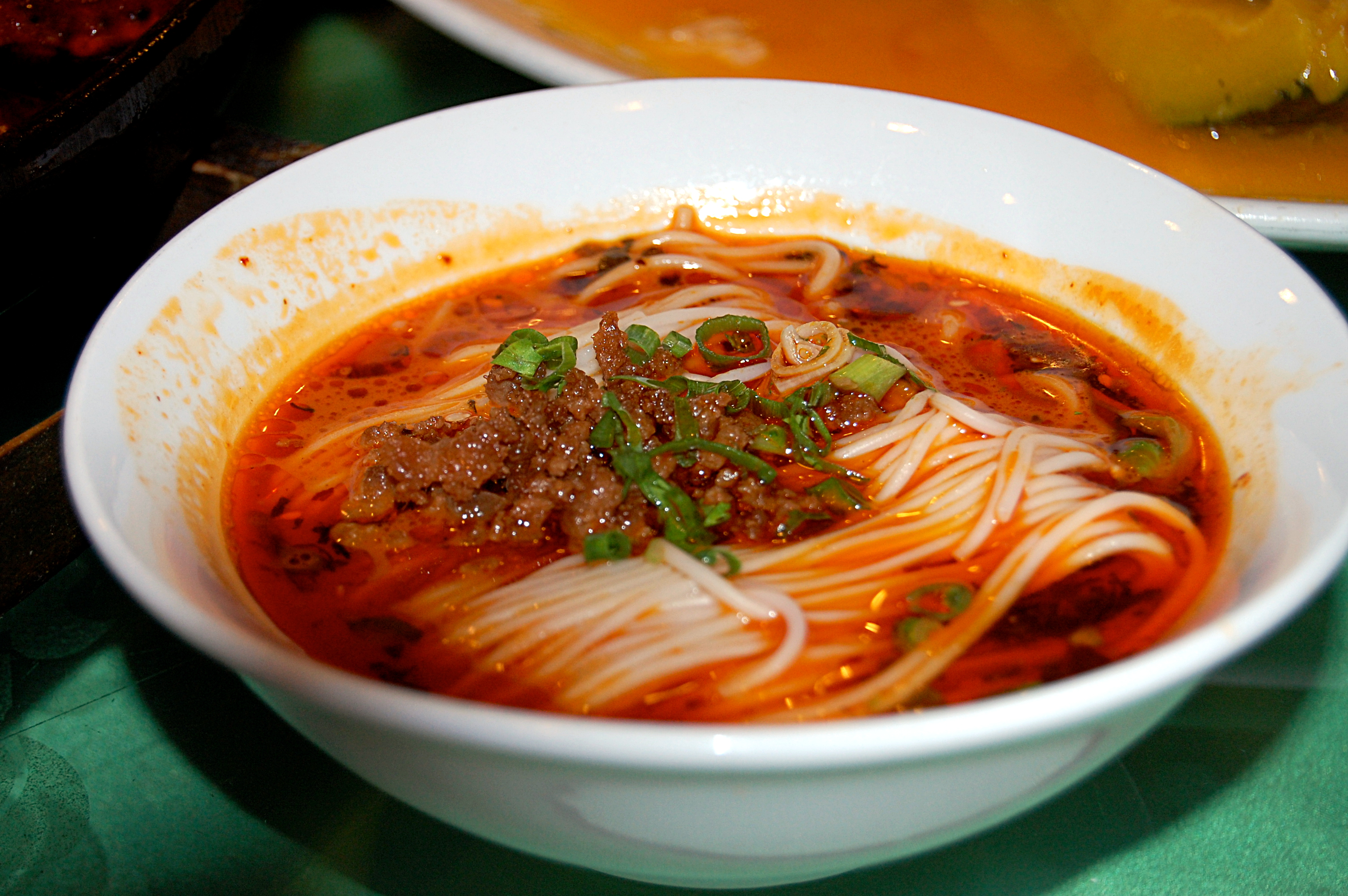
Dàndàn miàn

Makaron dandan (chiń. upr. 担担面; chiń. trad. 擔擔麵; pinyin Dàndàn miàn) − jedno z tradycyjnych, bardzo pikantnych, dań (przekąsek) kuchni syczuańskiej.
Składa się z ugotowanego makaronu chińskiego, podawanego z mielonym mięsem wołowym z dodatkiem przetworów warzywnych ya cai lub zha cai. Za charakterystyczny smak tego dania odpowiada jednak specjalny sos, powstały z mieszanki sosu sojowego, oleju arachidowego z przesmażonym chili, pasty sezamowej i pieprzu syczuańskiego. Makaron dandan podaje się w miseczce, do której najpierw nalewa się gorący sos, potem nakłada również gorący makaron, a mięso umieszcza się na wierzchu. Bezpośrednio przed spożyciem całość miesza się pałeczkami, uwalniając w ten sposób smaki i aromaty.
Nazwa dania pochodzi od klasycznych bambusowych nosideł, z których było niegdyś sprzedawane, podobnie jak inne makarony i wiele tradycyjnych potraw. Dan oznacza nosić w nosidle. Handlarze makaronowi wykrzykiwali zwykle Dandan mian!, wabiąc w ten sposób klientelę. Potrawę, która miała bardzo niską cenę, podawano w małych miseczkach, mieszczących jeden liang (porcję) klusek. Obecnie gotowe sosy do dandan można nabyć w chińskich supermarketach. Samo danie podawane jest powszechnie w restauracjach i barach w Syczuanie, zwłaszcza w Chengdu, a także na terenie całego kraju.